# Quatuor Via Nova
Das Quatuor Via Nova, international auch Via Nova Quartet, ist ein in Paris ansässiges französisches Streichquartett. Das Quartett wurde 1968 von Jean Mouillère gegründet.

## Geschichte
Während des Festivals von Cyrne Arte (Centre artistique et culturel international en Corse) auf Korsika trafen sich ab 1964 über vier Jahre hinweg vier junge Musiker, bis sie beschlossen, ein musikalisch feststehendes Quartett zu formen. Sie benannten sich als Gruppe von 1964 bis 1968 mit dem Namen des Festivals Quatuor du Festival de Cyrne Arte und Quatuor de Cyrne Arte. Ab 1968 nahmen sie den im Titel genannten Ensemblenamen Quatuor Via Nova an. Seit 1976 wurde das Quartett vom französischen Kulturministerium unterstützt.
Das Quartett spielte neben dem klassischen Streichquartettrepertoire auch selten aufgeführte Werke unter anderem von Ernest Chausson, Albert Roussel und André Caplet. Das Quartett räumte insgesamt der zeitgenössischen Musik einen bedeutenden Platz ein. Die berühmtesten Solisten der Welt wie Lily Laskine, Maurice Gendron, Pierre Fournier, Isaac Stern, Mstislaw Rostropowitsch und Yehudi Menuhin traten mit dem Quartett gemeinsam auf. Das Quartett erhielt zahlreiche Auszeichnungen, unter anderem den Grand Prix du Disque Français, den Prix de l'Académie Charles Cros, den Grand Prix Gabriel Fauré, Grand Prix de Musique Guerlin de l'Académie des Beaux-Arts und den Prix du Président de la République.
Das Quartett brachte unter anderem das 3. Streichquartett von André Casanova (1989), das Streichquartett Pro tempore passionis von Jacques Castérède (1989) und Werke von Yves Claoué, Graciane Finzi, Jean-Paul Holstein, Alain Moène und Antoine Tisné zur Uraufführung.
Jean Mouillère spielt auf einer Violine von Giovanni Battista Guadagnini von 1774, Jean-Pierre Sabouret auf einer Violine von Carlo Guadagnini von 1806, Liviu Stanese auf einer Bratsche von Carlo Bergonzi von 1780 und Jean-Marie Gamard auf einem Cello von Giovanni Grancino von 1740.

## Mitglieder
- Violine I: Jean Mouillère (seit 1968)
- Violine II: Jean-Pierre Sabouret (1968), Hervé Le Floch (1968–1971), Alain Moglia (1971–1975), Jean-Pierre Sabouret (seit 1975)
- Bratsche: René Jeannerey (1968–1969), Gérard Caussé (1969–1971), Claude Naveau (1971–1989), Pierre Frank (1989–1992), Liviu Stanese (seit 1992)
- Violoncello: René Benedetti (1968–1971), Roland Pidoux (1971–1978), Jean-Marie Gamard (seit 1978)